# Peliococcus multitubulatus
Peliococcus multitubulatus är en insektsart som beskrevs av Danzig 1980. Peliococcus multitubulatus ingår i släktet Peliococcus och familjen ullsköldlöss.
Artens utbredningsområde är Mongoliet. Inga underarter finns listade i Catalogue of Life.